# 4240 Grün
4240 Grün là một tiểu hành tinh vành đai chính với chu kỳ quỹ đạo là 1839.0292582 ngày (5.03 năm).
Nó được phát hiện ngày 2 tháng 3 năm 1981.